# Riu Mendihuaca
El riu Mendihuaca és un riu en el Departament del Magdalena, Colòmbia que neix en la Sierra Nevada de Santa Marta i desemboca al mar Carib a l'est del Parc Nacional Natural de Tayrona. La seva conca està amenaçada per la desforestació a l'entorn de la seva font.